# Rustrel
Rustrel település Franciaországban, Vaucluse megyében. Lakosainak száma 682 fő (2022. január 1.). Rustrel Apt, Caseneuve, Gignac, Lagarde-d’Apt és Villars községekkel határos.

## Népesség
A település népessége az elmúlt években az alábbi módon változott:
| Lakosok száma | 733  | 714  | 688  | 675  | 661  | 670  | 678  | 682  |
|               | 2013 | 2015 | 2017 | 2018 | 2019 | 2020 | 2021 | 2022 |